# Cruzeiro
|  | Per a altres significats, vegeu «Cruzeiro Esporte Clube». |

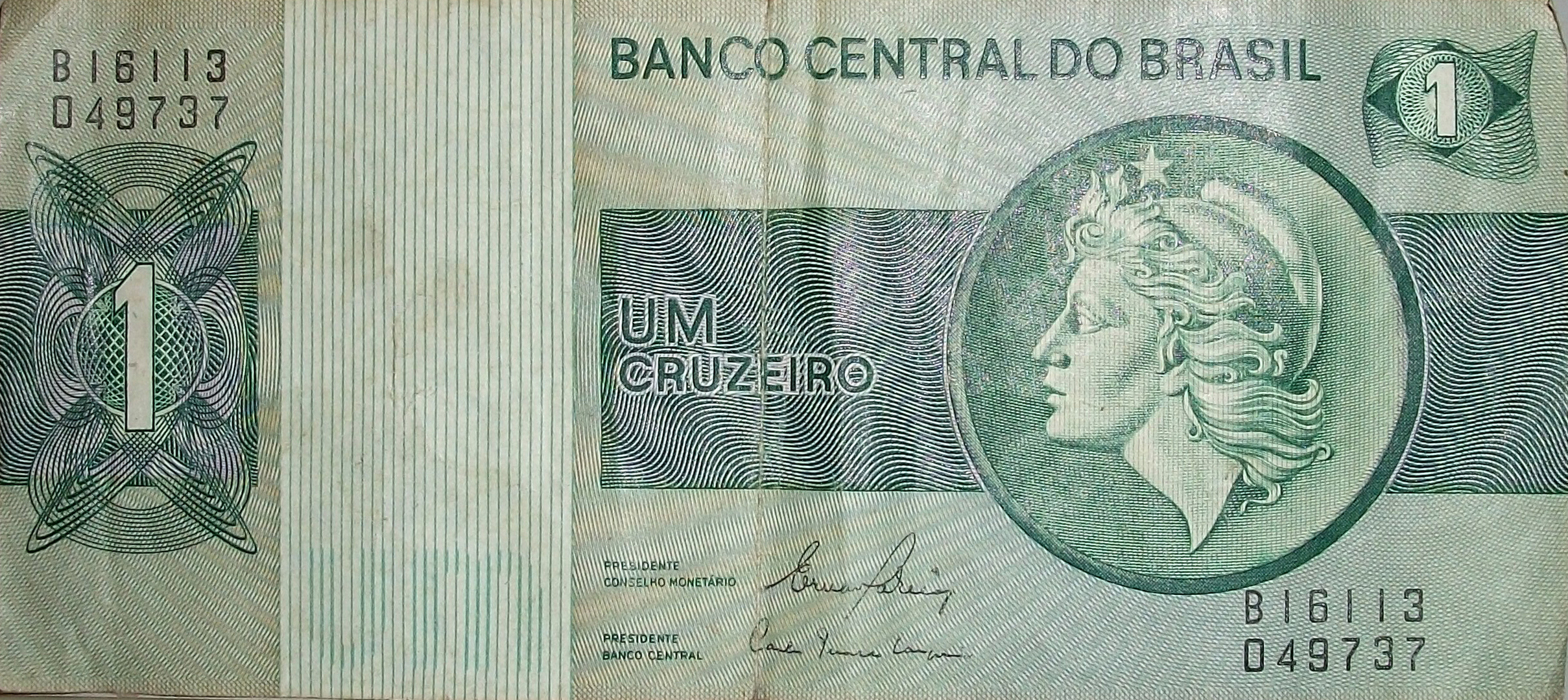
Bitllet del segon cruzeiro, vigent entre 1970 i 1986

El cruzeiro (nom portuguès, literalment 'creuer') va ser una moneda del Brasil, usada en diversos períodes; en la seva última etapa fou anomenat cruzeiro real. El seu símbol inicialment era ₢ (Unicode 0x20A2), i més endavant Cr$. Es dividia en 100 centaus (centavos).
- Primer cruzeiro, 1942-1967 (sense codi ISO 4217). Va substituir el real a raó de 1.000 réis per cruzeiro, i fou substituït pel cruzeiro novo a raó de 1.000 cruzeiros antics per un de nou.
- Cruzeiro novo, 1967-1970 (sense codi ISO 4217). Fou substituït pel segon cruzeiro en termes paritaris (1:1).
- Segon cruzeiro, 1970-1986 (codi ISO 4217: BRB). Fou substituït pel cruzado a raó de 1.000 cruzeiros per cruzado.
- Tercer cruzeiro, 1990-1993 (codi ISO 4217: BRE). Va substituir el cruzado novo en termes paritaris (1:1), i fou substituït pel cruzeiro real a raó de 1.000 cruzeiros per cruzeiro real.
- Cruzeiro real, 1993-1994 (codi ISO 4217: BRR). Fou substituït pel real a raó de 2.750 cruzeiros reais per real.